# Catagramma latimargo
Catagramma latimargo är en fjärilsart som beskrevs av Erich Martin Hering 1932. Catagramma latimargo ingår i släktet Catagramma och familjen praktfjärilar. Inga underarter finns listade i Catalogue of Life.

## Bildgalleri

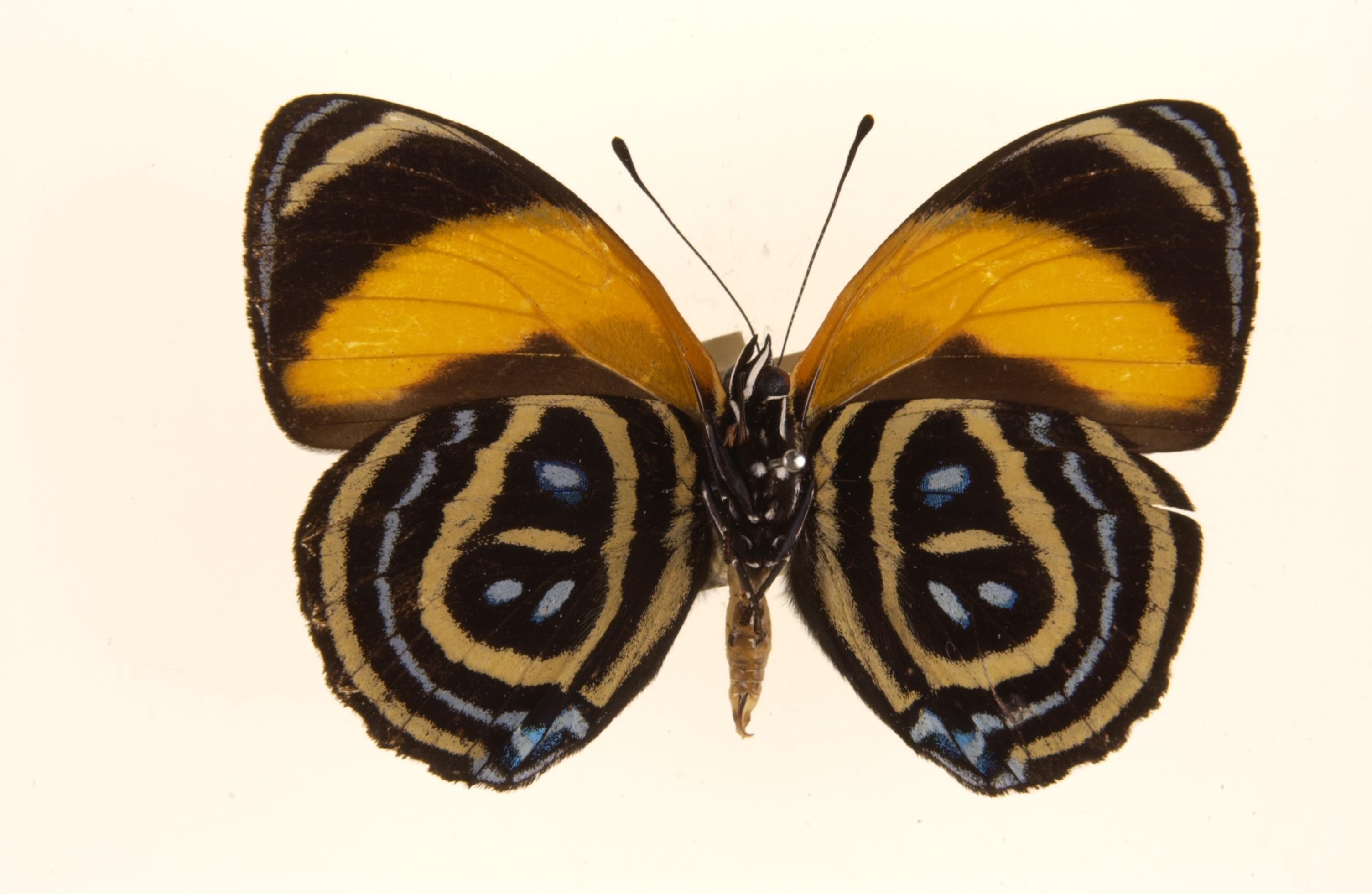
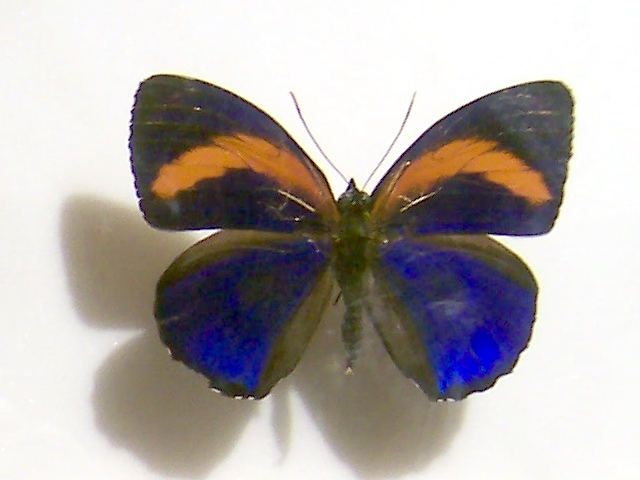